# Deadpool

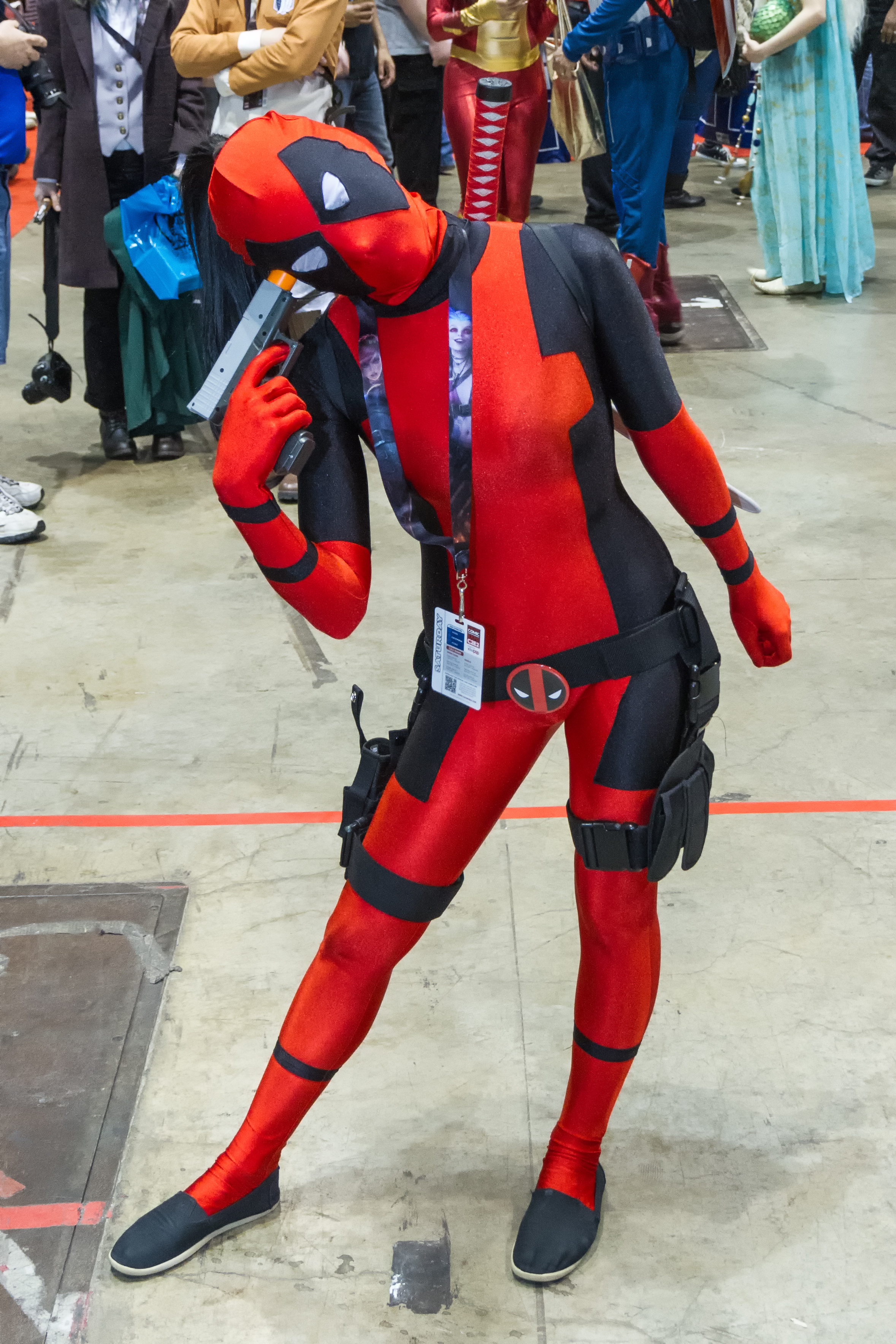
Žena v kostýmu inspirovaném Deadpoolem

Deadpool je fiktivní komiksová postava vydavatelství Marvel Comics. Poprvé se objevil v sešitu The New Mutants #98 (únor 1991) z rukou kreslíře Roba Liefelda a scenáristy Fabiana Niciezy. Při svém prvním objevení byl padouchem, ale postupně se přerodil v antihrdinu. Deadpool je fyzicky znetvořený a psychicky nestabilní žoldák s nadlidskými schopnostmi, například v podobě urychlení uzdravování vlastních zranění. Pro svou upovídanost a tendenci prolamovat čtvrtou stěnu je často přezdívaný „Držkatý žoldák“ („Merc with a Mouth“).

## Historie vydávání

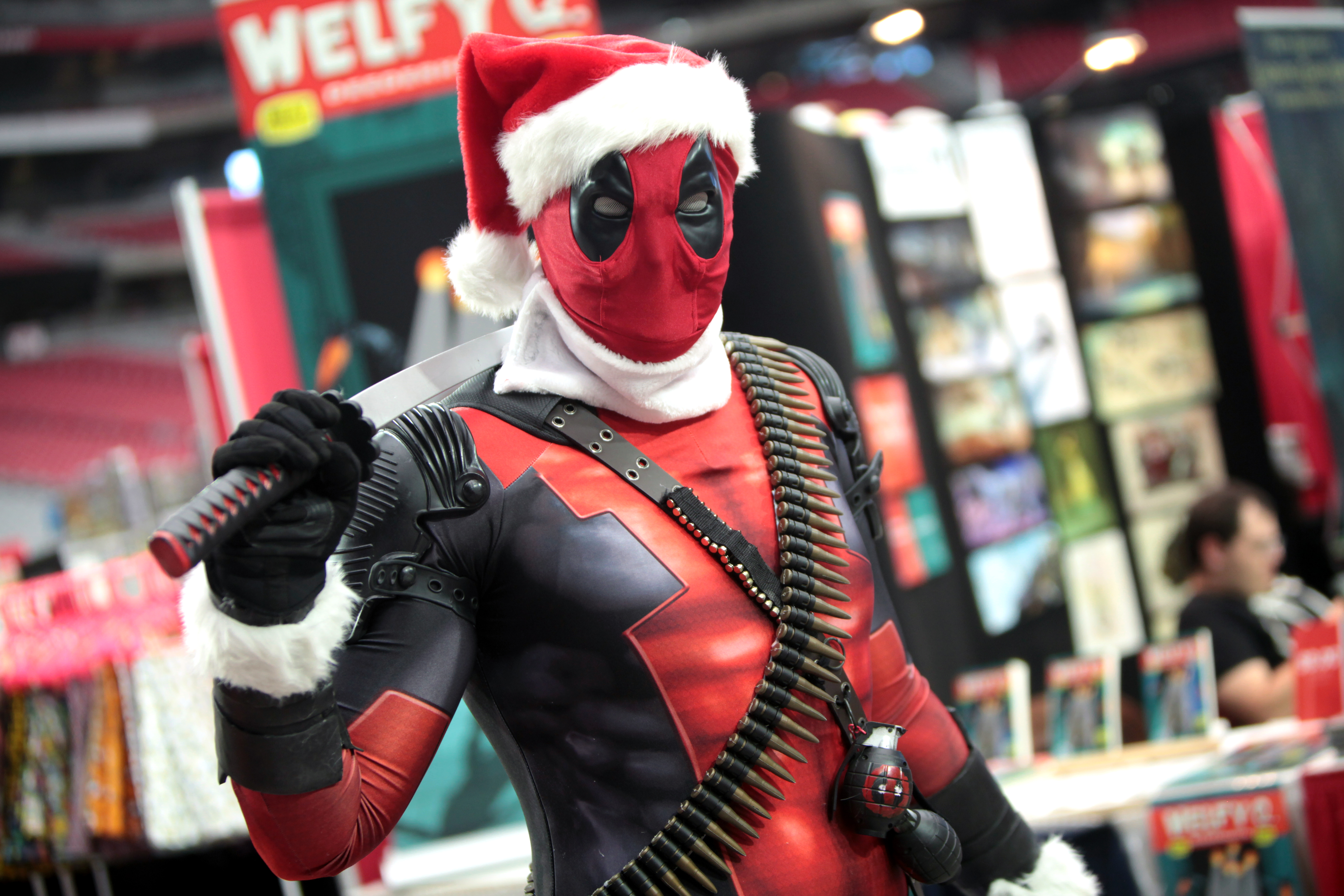
Cosplayer inspirovaný kostýmem Deadpoola na Phoenix Comicon Fan Fest 2015

Postava Deadpoola se poprvé objevila v sešitu The New Mutants #98 z února 1991. Autory jsou kreslíř / scenárista Rob Liefeld a scenárista Fabian Nicieza. Podle Niciezy Liefeld vymyslel podobu a jméno postavy, zatímco on sám její charakter. Když Nicieza viděl návrh Deadpoola, ihned Liefeldovi sdělil, že je jen kopií Deathstrokea z komiksu Teen Titans, i proto mu Nicieza přiřkl civilní jméno „Wade Wilson“, jako interní vtip, jelikož civilní jméno Deathstrokea je Slade Wilson. Další inspirací byl Spider-Man, který rovněž během soubojů vtipkuje. Liefeld uvedl, že jeho dvě nejoblíbenější postavy byly Spider-Man a Wolverine, ale jelikož v té době neměl příležitost podílet se na jejich komiksech, vytvořil si vlastní verzi pro New Mutants, a to Deadpoola a Cablea.
Ve své první akci je Deadpool najat, aby zaútočil na Cablea a New Mutants. Posléze se stal součástí komiksu X-Force. Sporadicky se objevoval i v komiksech Avengers, Daredevil a Heroes for Hire. V roce 1993 získal svou první minisérii s názvem The Circle Chase, již psal Fabian Nicieza a kreslil Joe Madureira. V roce 1994 následovala druhá minisérie nazvaná Deadpool. Tu psal Mark Waid a kreslil Ian Churchill.
V roce 1997 dostal svou první sérii na pokračování. Jejími autory byli scenárista Joe Kelly a kreslíř Ed McGuinness. Již tehdy byl Deadpool parodií superhrdinských komiksů. Autoři série také vytvořili nové podpůrné postavy Blind Alu a Weasela. Ze série se stal kult a byla oceňována pro svou pop-kulturní grotesknost. Po Kellym sérii převzal Christopher Priest, který ji chtěl zpřístupnit novým čtenářům. Série čítala 69 čísel.

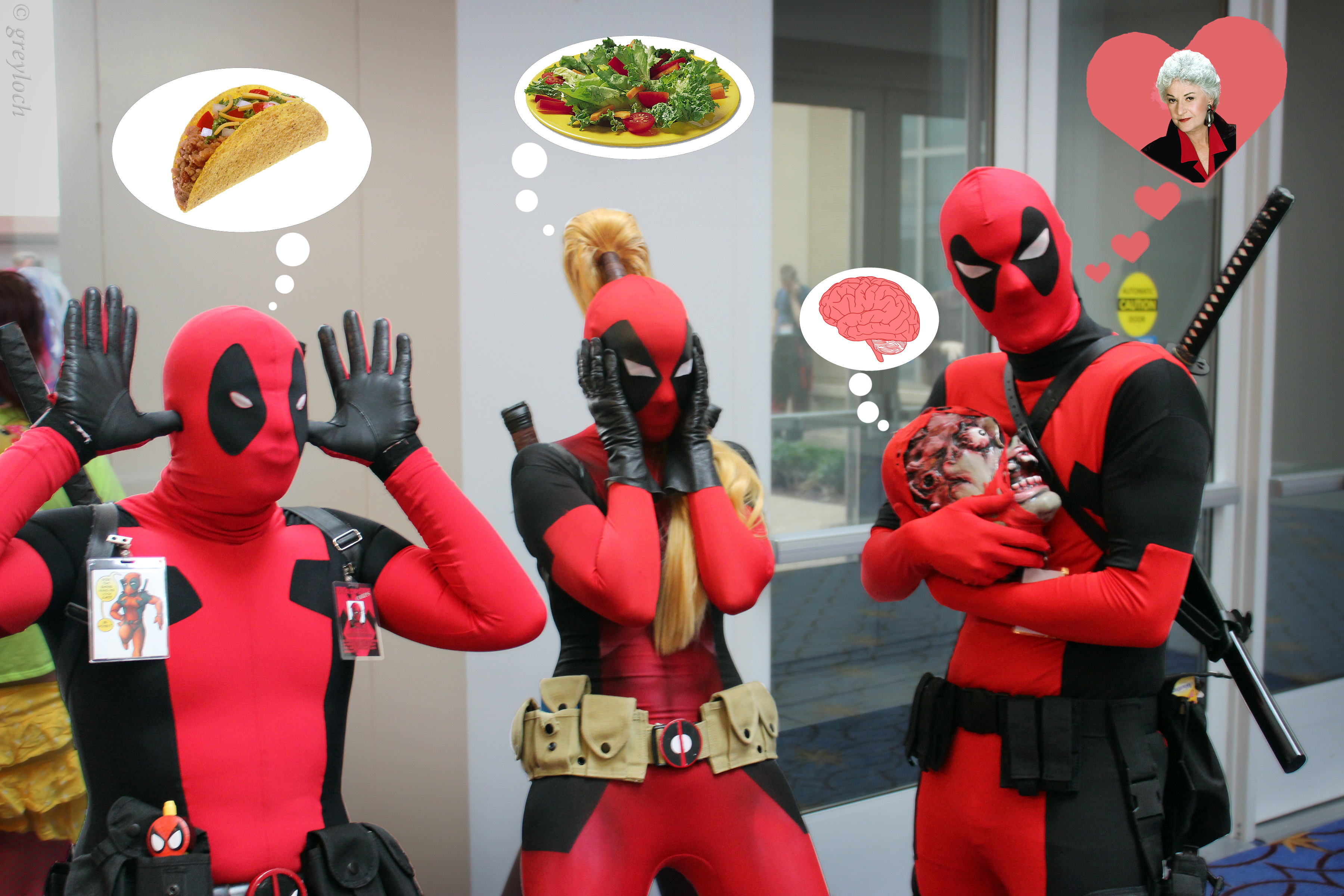
Cosplayeři inspirovaní kostýmem Deadpoola (2013)

První série byla v roce 2002 nahrazena pseudo-spin-offem s titulem Agent X. Autorkou byla Gail Simone. Změna byla součástí širší změny v univerzu X-Menů. Například z Cablea se stal Soldier X a z týmu X-Force zase X-Statix. Deadpool se vrátil v roce 2004 v sérii Cable & Deadpool', kterou znovu psal Fabian Nicieza. Série byla ukončena číslem 50.
Deadpool se poté objevil v komiksu Wolverine: Origins autora Daniela Waye. V září 2008 byla spuštěna druhá série Deadpoola, autory byli Daniel Way a Paco Medina. V červenci 2009 začala vycházet další série s názvem Deadpool: Merc with a Mouth. Autory byli Victor Gischler a Bong Dazo. V listopadu 2009 následovala série Deadpool Team-Up, kterou psal Fred Van Lente a kreslil Dalibor Talajic.
Další série s názvem Deadpool Corps začala vycházet v dubnu 2010. Psal ji také Gischler. Vedle Deadpoola tato série pracovala i s jeho alternativními verzemi Lady Deadpool, Headpool, Kidpool a Dogpool. Série byla ukončena po 12 číslech. V rámci Marvel Knights také vycházel titul Deadpool: Wade Wilson's War a v rámci Marvel MAX zase Deadpool MAX.
V rámci relaunche Marvel vesmíru známého jako Marvel NOW! byla spuštěna nová série na pokračování. Tu psali Brian Posehn a Gerry Duggan a kreslil Tony Moore. Během této série byl vydán i webový komiks Deadpool: The Gauntlet. Deadpool se poté objevil v crossoverech Original Sin (2014) a AXIS (2014). Od přelomu roků 2015 a 2016 vycházela v rámci All-New, All-Different Marvel již čtvrtá série, kterou opět psal Gerry Duggan a kreslil Mike Hawthorne. V rámci eventu Marvel Legacy došlo k říjnu 2017 k přečíslování série na původní sérii. Po čísle 36 tak následovalo číslo 287. Sérii dále psal Duggan. Od června 2018 bude vydávána nová série, kterou budepsát Skottie Young.

## Fiktivní biografie postavy

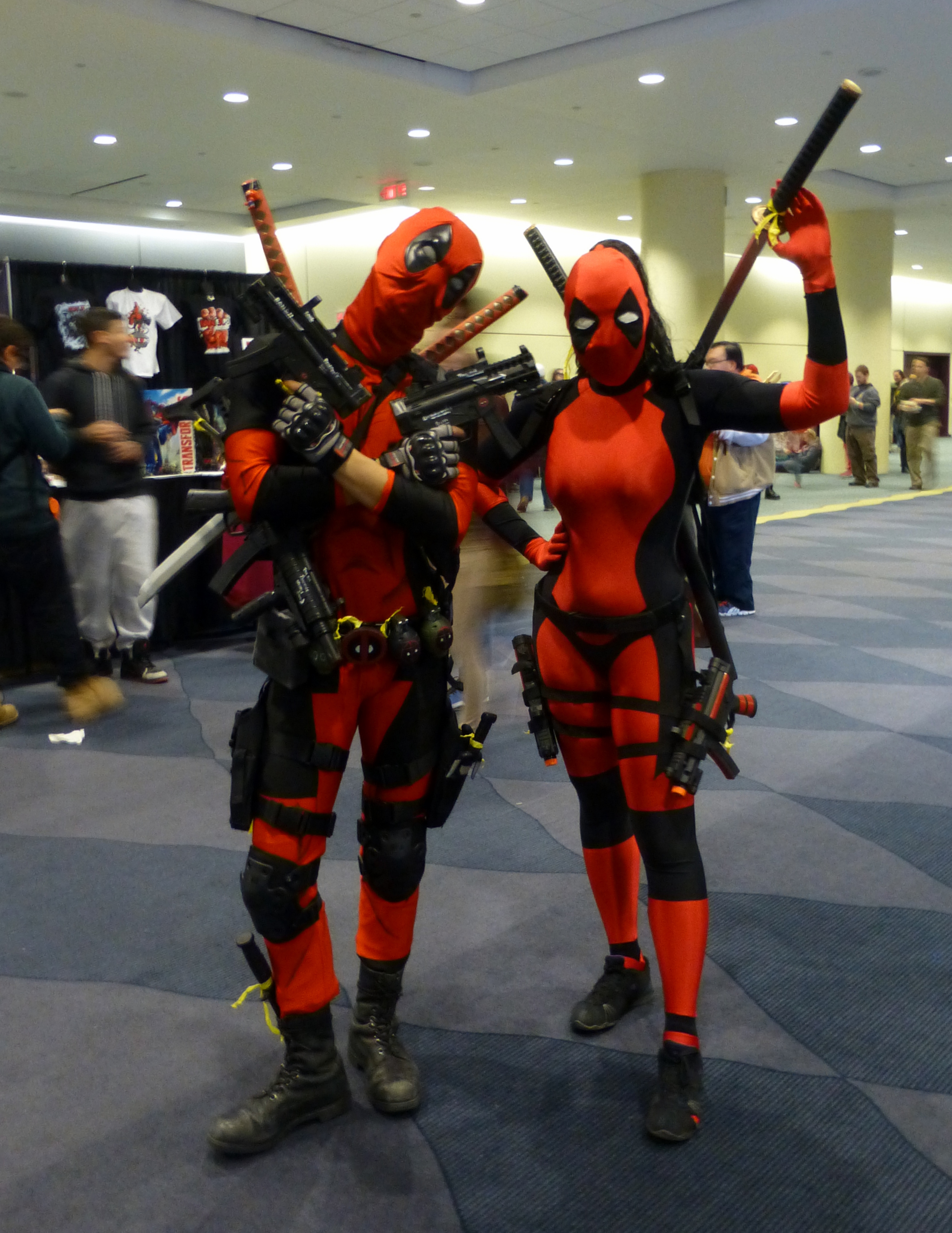
Cosplayeři inspirovaní kostýmem Deadpoola na Toronto Comicon 2015

### Původ
Wade Wilson (jméno postavy) se narodil armádnímu generálovi a nemocné matce. Po smrti matky na rakovinu plic začal otec pít a následně si začal zlost vybíjet na mladém Wadeovi, což z něj udělalo mladého delikventa. V 17 letech byl jeho otec zabit opilým přítelem v baru. Mladý Wade na to odešel ze střední a narukoval na USASF (United States Army Special Forces), ze které byl brzo vyhozen a následně se stal žoldákem.
Díky povedené kariéře žoldáka a zděděné rakovině po matce byl přizván k druhému projektu Zbraně X, ve kterém mu do DNA přidali léčivý faktor, který byl vyňat z genu Wolverina. Vzniklý léčivý faktor byl mnohonásobně silnější než od dárce. Díky rychlosti hojení se mu buňky přestaly přirozeně rozpadat, což mělo za následek deformaci pokožky a následné zešílení, které je způsobeno nerozpadáváním se mozkových buněk, které se přirozeně rozpadají. Tento léčivý faktor je zcela typický jen pro Deadpoola, protože je stále nemocen rakovinou, se kterou jeho tělo neustále svádí boj. Lečivého faktoru chtěli využít mnozí zločinci, kteří však doplatili na to, že zapomněli na jeho rakovinu, takže jejich výtvorům vznikaly stále nové buňky, které nemohla rakovina likvidovat. Jeho regenerace je velice silná.

### Síly a schopnosti
Deadpoolovou silnou stránkou je jeho velice rychlý léčivý faktor, jenž je natolik rychlý a důsledný, že přežije i s useklou hlavou (pokud se mu následně vrátí na původní místo). Mezi jeho další silné stránky patří jeho dokonalé zacházení se zbraněmi všeho druhu a kalibru. Je taktéž velice hbitý a znalý v bojových uměních. Také se dokáže teleportovat na krátké vzdálenosti.
Jak bylo zmíněno v Cableovi (vol. 2) #13 (2009), patří Deadpool mezi nejnebezpečnější muže celého světa, ze všech dimenzí. Bohužel, též patří mezi snadno zmanipulovatelné osoby. Tento příběh se odehrává v roce kolem 3000 let, kdy ho jeho léčivý faktor udržel při životě přes 1000 let.

## Česky vydané komiksy
V České republice vydávají komiksy s Deadpoolem nakladatelství Crew a Hachette Fascicoli.
- 2016 – Deadpool: Drákulova výzva, (autoři: Brian Posehn, Gerry Duggan, Reilly Brown a Scott Koblish: Deadpool: Dracula's Gauntlet #1–7, 2014)
- 2016 – Ultimátní komiksový komplet #67: Deadpool – Válka Wadea Wilsona, (autoři: Duane Swierczynski a Jason Pearson: Deadpool: Wade Wilsons War #1–4 a X-Men Origins: Deadpool, 2010)
- 2017 – Nejmocnější hrdinové Marvelu #018: Deadpool, (autoři: Rob Liefeld a Fabian Nicieza: New Mutants #98', 1991; a Mike Benson a Carlo Barberi: Deadpool: Suicide Kings #1–5, 2009)
- 2021 – Legendy Marvelu #003: Deadpool: Klasické příběhy, (autoři: Rob Liefeld a Fabian Nicieza: The New Mutants (Vol. 1) #98, 1991; : Fabian Nicieza a Joe Madureira: Deadpool: The Circle Chase #1-4, 1993; Mark Waid, Ian Churchill a Ken Lashley: Deadpool (Vol. 2) #1-4, 1994 a Joe Kelly a Ed McGuinness: Deadpool (Vol. 3) #1, 1997)

- Deadpool Vol. 5 (Marvel NOW!):
  - 2016 – Deadpool 1: Mrtví prezidenti, (autoři: Brian Posehn, Gerry Duggan a Tony Moore: Deadpool Vol. 5 #1–6, 2013)
  - 2016 – Deadpool 2: Lovec duší, (autoři: Brian Posehn, Gerry Duggan, Scott Koblish a Mike Hawthorne: Deadpool Vol. 5 #7–12, 2013)
  - 2017 – Deadpool 3: Hodný, zlý a ošklivý, (autoři: Brian Posehn, Gerry Duggan a Scott Koblish: Deadpool Vol. 5 #13–19, 2013)
  - 2017 – Deadpool 4: Deadpool versus S.H.I.E.L.D., (autoři: Brian Posehn, Gerry Duggan a Scott Koblish: Deadpool Vol. 5 #20–25, 2013–14)
  - 2018 – Deadpool 5: Deadpool se žení, (autoři: Brian Posehn, Gerry Duggan a Scott Koblish: Deadpool Vol. 5 #26–28, 2014)
  - 2018 – Deadpool 6: Prvotní hřích, (autoři: Brian Posehn, Gerry Duggan, John Lucas a Scott Koblish: Deadpool Vol. 5 #29–34, 2014)
  - 2019 – Deadpool 7: Osa, (autoři: Brian Posehn, Gerry Duggan, Mike Hawthorne a Scott Koblish: Deadpool Vol. 5 #35–40, 2014–15)
  - 2019 – Deadpool 8: Všechno dobré..., (autoři: Brian Posehn, Gerry Duggan, Salvador Espin a Mike Hawthorne: Deadpool Vol. 5 #41–45, 2015)

- Deadpool Vol. 6 (All-New, All-Different Marvel):
  - 2020 – Deadpool – Miláček publika 1: Užvaněný milionář, (autoři: Gerry Duggan a Mike Hawthorne: Deadpool Vol. 6 #1–5, 2015–16)
  - 2020 – Deadpool – Miláček publika 2: Deadpool Vs. Sabretooth, (autoři: Gerry Duggan, Iban Coello, Scott Koblish, Matteo Lolli: Deadpool Vol. 6 #7–12, 2016)
  - 2021 – Deadpool – Miláček publika 3: Něco tady smrdí, (autoři: Gerry Duggan, Jacopo Camagni a Paco Diaz; Charles Soule a Guillmero Sanna; David Walker a Elmo Bondoc; Deadpool Vol. 6 #13, 2016; Gerry Duggan a Scott Koblish: Deadpool: Last Days of Magic #1, 2016)
  - 2022 – Deadpool – Miláček publika 4: Občanská válka II, (autoři: Gerry Duggan, Mike Hawthorne, Brian Level a Scott Koblish: Deadpool Vol. 6 #14–19, 2016)
  - 2022 – Deadpool – Miláček publika 5: Pacient: Nula, (autoři: Gerry Duggan, Salvador Espin, Scott Hepburn, Paul Izaakse, Matteo Lolli a Paolo Villanelli: Deadpool Vol. 6 #20–24 a #26–27, 2016–17)
  - 2023 – Deadpool - Miláček publika 6: Dokud nás smrt..., (autoři: Joshua Corin, Gerry Duggan, Christopher Hastings, Iban Coello, Salvador Espin a Scott Koblish: Deadpool Vol. 6 #28–29, Deadpool & the Mercs For Money #9–10, Spider-Man/Deadpool #15-16, 2017)
  - 2023 – Deadpool - Miláček publika 7: Deadpool ve vesmíru, (autoři: Gerry Duggan, Mike Hawthorne a Scott Koblish: Deadpool Vol. 6 #30, 2017; Deadpool #SecretComic #1–12 a #14–21, 2015–16)
  - 2024 – Deadpool - Miláček publika 8: Tajné impérium, (autoři: Gerry Duggan, Mike Hawthorne a Matteo Lolli: Deadpool Vol. 6 - World's Greatest #31–36, 2017)

- Opovrženíhodný Deadpool (Marvel Legacy):
  - 2024 – Opovrženíhodný Deadpool 1: Deadpool vraždí Cablea, (autoři: Gerry Duggan a Scott Koblish: Despicable Deadpool #287–291, 2017)
  - 2025 – Opovrženíhodný Deadpool 2: Seznam posledních přání, (autoři: Gerry Duggan, Scott Koblish a Matteo Lolli: Despicable Deadpool #292–296 a Secret Comic Variants, 2018)

- Spider-Man/Deadpool Vol. 1 (All-New, All-Different Marvel):
  - 2018 – Spider-Man/Deadpool 1: Parťácká romance, (autoři: Joe Kelly a Ed McGuinness: Spider-Man/Deadpool Vol. 1 #1–5 a 8, 2016)
  - 2018 – Spider-Man/Deadpool 2: Bokovky, (autoři: Scott Aukerman, Reilly Brown, Gerry Duggan, Scott Koblish, Penn Jillette, Nick Giovannetti, Paul Scheer, Todd Nauck: Spider-Man/Deadpool Vol. 1 #6–7, #11–12 a #1.MU, 2016).
  - 2019 – Spider-Man/Deadpool 3: Pavučinka, (autoři: Joe Kelly a Ed McGuinness: Spider-Man/Deadpool Vol. 1 #8–9, #13–14, #17–18, 2016–17)
  - 2019 – Spider-Man/Deadpool 4: Žádná sranda, (autoři: Joshua Corin, Will Robson, Elliott Kalan a Todd Nauck: Spider-Man/Deadpool Vol. 1 #19–22, 2017)
  - 2020 – Spider-Man/Deadpool 5: Závody ve zbrojení, (autoři: Robbie Thompson, Chris Bachalo, Scott Hepburn, Todd Nauck, Marcus To a Matt Horak: Spider-Man/Deadpool Vol. 1 #23–28, 2017–18)
  - 2021 – Spider-Man/Deadpool 6: Klony hromadného ničení, (autoři: Robbie Thompson, Scott Hepburn, Elmo Bondoc, Matt Hora a Flaviano Armentaro: Spider-Man/Deadpool Vol. 1 #29–33, 2018)
  - 2021 – Spider-Man/Deadpool 7: Mám dva taťky, (autoři: Robbie Thompson, Flaviano Armentaro, Scott Hepburn, Matt Horak a Jim Towe: Spider-Man/Deadpool Vol. 1 #34–40, 2018)
  - 2022 – Spider-Man/Deadpool 8: Na výletě, (autoři: Robbie Thompson, Matt Horak, Nick Roche a Jim Towe: Spider-Man/Deadpool Vol. 1 #41–45, 2018–19)
  - 2022 – Spider-Man/Deadpool 9: Apoolkalypsa, (autoři: Robbie Thompson, Matt Horak a Jim Towe: Spider-Man/Deadpool Vol. 1 #46–50, 2019)

- 2024 – Deadpool: Samuraj, (autoři: Sanširó Kasama a Hikaru Uesugi: Deadpool: Samurai, 2021)

### Hlavní série
- Deadpool: The Circle Chase #1-4 (Vol. 1) (srpen 1993-listopad 1993)
- Deadpool: Sins of the Past #1-4 (Vol. 2) (srpen 1994-listopad 1994)
- Deadpool (Vol. 3) #1-69 (leden 1998 - září 2002). Zahrnuje navíc #0 z ledna 1998 a #-1 z července 1998. Vol. 1 začala jako limitovaná série. Čísla 57-60 měly podnázem Agent of Weapon X a #61-64 zase Funeral for a Freak.
  - Daredevil/Deadpool '98 Annual (září 1998)
  - 1998 Annual Starring Deadpool and Death (červenec 1998)
- Cable & Deadpool #1-50 (květen 2004 - duben 2008)
- Deadpool Vol. 4 #1-63 (listopad 2008 - prosinec 2012). Zahrnuje navíc #900 z prosince 2009 a #1000 z října 2010. Také zahrnuje #33,1 a #49,1.
  - Deadpool Annual #1 (květen 2011)
- Deadpool: Merc With a Mouth #1-13 (září 2009 - září 2010)
- Deadpool Team-Up #899-883 (prosinec 2009 - květen 2011). Titul byl číslován pozpátku od #899.
- Deadpool Vol. 5 #1-45 (250) (leden 2013 - duben 2015)
  - Deadpool Annual #1 (listopad 2013)
  - Deadpool Annual #2 (červenec 2014)
  - Deadpool Bi-Annual (listopad 2014)
- Deadpool Vol. 6 (#1-36) (listopad 2015 - září 2017). Také zahrnuje #3,1.
- Despicable Deadpool (#287-300) (říjen 2017 - květen 2018)
- Deadpool Vol. 7 (#1-15) (červen 2018 - červenec 2019)
- Deadpool Vol. 8 (#1-10) (listopad 2019 - leden 2021)
- Deadpool Vol. 9 (#1-...) (listopad 2022 - ...)

### Spin-Offy
- Agent X #1-15 (září 2002 - prosinec 2003)
- Hit Monkey #1-3
- Hit Monkey (one-shot)
- Gwenpool Holiday Special #1

### Minisérie a další komiksy
- Prelude to Deadpool Corps #1-5 (květen 2010)
- Deadpool Corps #1-12 (červen 2010 - květen 2011)
- Deadpool: Wade Wilson's War #1-4 (srpen - listopad 2010)
- Deadpool Max #1-12 (listopad 2010 - listopad 2011)
- Deadpool Pulp #1-4 (listopad 2010 - únor 2011)
- Fear Itself: Deadpool #1-3 (červen - říjen 2011)
- Deadpool Max II #1-6 (prosinec 2011 - květen 2012)
- Deadpool Kills the Marvel Universe #1-4 (říjen 2012)
- Deadpool Killustrated #1-4 (březen - červen 2013)
- Deadpool Kills Deadpool #1-4 (červenec - říjen 2013)
- Night of the Living Deadpool #1-4 (leden - březen 2014)
- Deadpool Vs. Carnage #1-4 (červen - srpen 2014)
- Deadpool: Dracula's Gauntlet #1-7 (červenec - srpen 2014)
- Deadpool Vs. X-Force #1-4 (červenec - září 2014)
- Hawkeye Vs. Deadpool #0-4 (září 2014 - leden 2015)
- Deadpool's Art of War #1-4 (říjen 2014- leden 2015)
- Return of the Living Deadpool #1-4 (únor - květen 2015)
- Deadpool's Secret Secret Wars #1-4 (květen 2015 - srpen 2015)
- Mrs. Deadpool and the Howling Commandos #1-4
- Deadpool vs. Thanos #1-4 (září 2015 - říjen 2015)
- Deadpool and the Mercs For Money #1-5 (únor 2016 - květen 2016)

### Digitální komiksy
- Deadpool: The Gauntlet Infinite Comic #1-13 (leden - duben 2014)
- Deadpool & Cable: Split Second Infinite Comic #1-6

## Film a televize

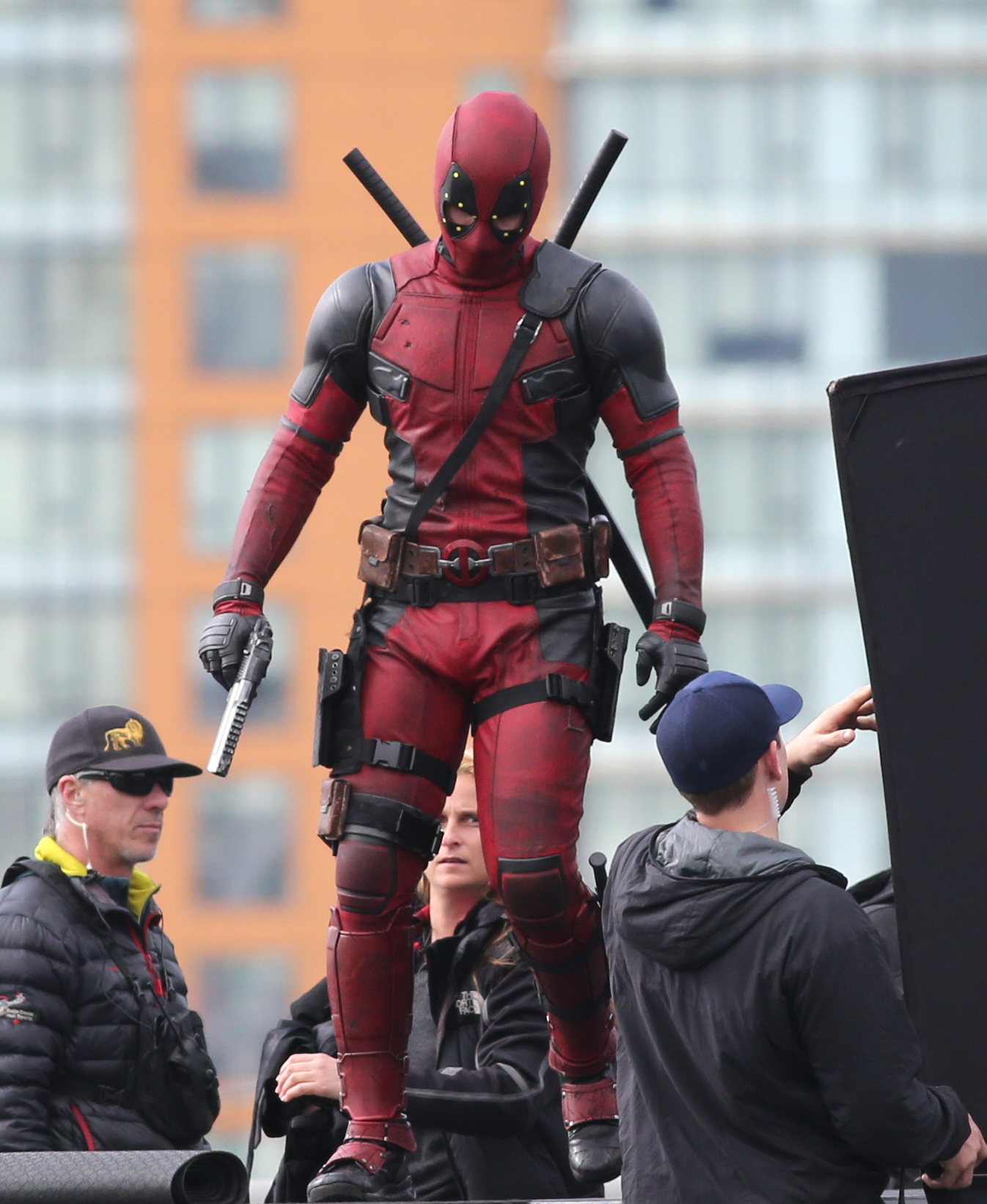
Fotografie z natáčení filmu Deadpool (2015)

### Film
- 2009: X-Men Origins: Wolverine – Americký hraný film, režie Gavin Hood, v roli Wadea Wilsona Ryan Reynolds, v roli postavy Weapon XI / Deadpool poté Scott Adkins.
- 2016: Deadpool – Americký hraný film, režie Tim Miller, v hlavní roli Ryan Reynolds.
- 2018: Deadpool 2 – Americký hraný film, režie David Leitch, v hlavní roli Ryan Reynolds.
- 2024: Deadpool & Wolverine – Americký hraný film, režie Shawn Levy, v hlavní roli Ryan Reynolds.

### Televize
- 2009: Hulk Vs. – Americký animovaný televizní film, režie Sam Liu a Frank Paur, Deadpoola namluvil Nolan North.